# Wole Soyinka
Akinwande Oluwole Soyinka (* 13. července 1934, Abeokuta) je anglicky píšící nigerijský spisovatel, básník a dramatik, politický aktivista. Je prvním africkým nositelem Nobelovy ceny za literaturu z roku 1986. Napsal přes 100 děl všech žánrů literatury. Většina jeho uměleckých děl je politicky zaměřená. Soyinka byl trvalým  stoupencem nigerijské demokracie .

## Život

### Mládí a studium
Soyinka pochází z kmene Jorubů v západní Nigérii, která v té době byla pod britskou nadvládou. Narodil se jako druhé ze sedmi dětí ředitele školy v Abẹokutě. Matka provozovala obchod na tržnici a byla aktivistkou v hnutí za práva žen. V roce 1940 začal studovat na místním gymnáziu, kde získal několik cen za první  literární pokusy. Od roku 1946 studoval na prestižní střední škole v Ibadanu a potom pokračoval na ibadanské univerzitě (1952–1954). 
V roce 1954 se přestěhoval do Anglie a nastoupil na universitu v Leedsu, kde studoval anglickou literaturu. Po absolutoriu nejprve pracoval jako pedagog na různých středních školách. Už během studia začal publikovat. Zajímal se o divadlo, začal psát své první komedie a dramata inspirovaná jorubskou tradicí. Po první hře The Swamp Dwellers (Obyvatelé bažin, 1958) následovala o rok později komedie The Lion and the Jewel (Lev a klenot), která vzbudila pozornost několika členů londýnského divadla. V letech 1958–1959  působil jako dramaturg i jako herec v Royal Court Theatre v Londýně. 
V roce 1960, kdy získala Nigérie nezávislost, mu bylo uděleno  stipendium ibadanské univerzity a vrátil se  do Nigérie studovat africké drama.  Zapojil se do kulturního dění v zemi: stal se spolueditorem literárního časopisu Black Orpheus,  založil amatérskou divadelní skupinu, produkoval vlastní hry a vystupoval jako herec.  Jeho satirická hra  A Dance of The Forest (Tanec pralesů), kritika nigerijských politických elit, vyhrála v  soutěži o oficiální hru na oslavu dne nezávislosti. Vyučoval drama a literaturu na univerzitách v Lagosu, Ibadanu a  nově založené univerzitě v Ife.

### Persekuce v Nigérii
V roce 1965, v období  narůstající politické krize v zemi, byl Soyinka poprvé zatčen a dva měsíce vězněn, kvůli obvinění, že v rozhlase zaměnil magnetofonové pásky, napodobil hlas premiéra a místo oficiálního projevu odvysílal sdělení upozorňující na nekalé praktiky při volbách.   V tomto roce napsal také dvě další divadelní hry a rozhlasovou hru pro BBC v Londýně. V září 1965 měla v Londýně  při zahájení uměleckého festivalu Commonwealthu premiéru jeho hra The Road (Cesta). O rok později získala Grand Prix na prvním světovém festivalu černošského umění v Dakaru, Senegal. Pozoroval narůstání etnického napětí v zemi a ve svých literárních dílech chtěl na příkladech z jorubských dějin  přiblížit nezbytnost pokojného řešení problémů. Příkladem je báseň Věnování s dedikací Moremi 1963. V roce 1965 vyšel jeho první román The Interpreters  (Tlumočníci).  
Soyinkovy politické projevy v té době kritizovaly kult osobnosti a vládní korupci v afrických diktaturách. Načas přerušil akademickou dráhu a zapojil se do politické činnosti. Během občanské války v Nigérii se silně angažoval za zastavení bojů, byl obviněn ze spojenectví s povstalci z Biafry a v letech 1967–1969 strávil 22 měsíců ve vězení, hrozil mu trest smrti. Na samotce tajně psal básně a poznámky kritizující nigerijskou vládu. 
Po vyhlášení amnestie v říjnu 1969 byl propuštěn a vrátil se ke své práci na univerzitě v Ibadanu. V Londýně vyšla jeho sbírka Poems From Prison (Básně z vězení). V roce 1970 se skupinou herců univerzitního divadla navštívil Spojené státy, kde měla premiéru jeho nejnovější hra. V roce 1971 převzal v Paříži cenu Patrice Lumumby. 

### Odchod do exilu
V dubnu 1971, znepokojený politickou situací v Nigérii, Soyinka rezignoval na své povinnosti na univerzitě v Ibadanu a začal léta dobrovolného exilu.  V autobiografické  knize The Man Died (Zemřel člověk), vydané v roce 1972, se vrátil k době strávené ve vězení a jmenovitě poukázal na chování politiků v době nigerijské krize. 
Roku 1973 získal doktorát na univerzitě v Leedsu, pravidelně byl hostujícím profesorem na univerzitách v Cambridgi a Sheffieldu. Přednášel na různých  univerzitách v Evropě i Americe, pracoval v redakci časopisu Transition. Oxfordské nakladatelství vydalo jeho sebrané spisy. Stal se generálním tajemníkem Svazu spisovatelů afrických národů a psal další hry a básně.
V roce 1975 se vrátil do vlasti, kde se  stal profesorem srovnávací literatury na univerzitě v Ife. V roce 1976 vydal svou básnickou sbírku Ogun Abibiman a také sbírku esejů nazvanou Mýtus, literatura a africký svět. V dalším období se  věnoval divadelní práci, skládal hudbu, režíroval film, pokračoval ve veřejných aktivitách. Kritizoval korupci ve vládních kruzích, byl v rozporu s armádními představiteli, kteří se dostali k moci v roce 1985.
Roku 1986 získal jako první Afričan Nobelovu cenu za literaturu s odůvodněním, že jde o spisovatele, "který v široké kulturní perspektivě a s výraznými poetickými tóny zobrazuje drama lidské existence" (citace z odůvodnění Švédské akademie).  Jeho projev při převzetí ceny byl věnován Nelsonu Mandelovi a byl  otevřenou kritikou apartheidu a politiky rasové segregace. 

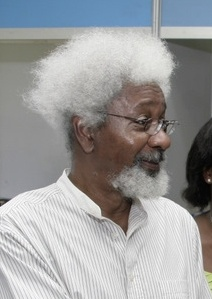
Wole Soyinka (2008)

V  roce 1988 Soyinka přijal místo profesora afrických studií a divadla na Cornellově universitě, kde působil čtyři roky. V roce 1993 získal čestný doktorát Harvardovy univerzity a v říjnu 1994 byl jmenován velvyslancem dobré vůle UNESCO pro podporu africké kultury, lidských práv, svobody projevu, médií a komunikace. Na přelomu 80. a 90. let vydal sbírku básní Mandela's Earth and Other Poems (Mandelovo srdce a jiné básně), sbírku esejů s názvem Umění, dialog a pobouření: eseje o literatuře a kultuře,  premiéru měly dvě hry založené na událostech v Nigérii v osmdesátých letech. 
Soyinkovy aktivity a postoje vyjadřované v literárním díle vzbuzovaly nelibost  vládnoucích představitelů. Byl terčem různých persekucí.   Nebylo mu například umožněno zúčastnit se světového kongresu PEN klubu v roce 1994 v Praze. Proto odešel dobrovolně do exilu a žil převážně v USA. I v zahraničí se kriticky vyjadřoval k situaci ve své zemi. Do vlasti se vrátil až roku 1998, poté, co zemřel nigerijský diktátor Sani Abacha. V roce 2010 Soyinka založil Demokratickou frontu pro lidovou federaci a působil jako předseda strany.
Roku 2016 se Soyinka ostře vymezil proti americkému prezidentskému kandidátovi Donaldu Trumpovi. Během diskuse se studenty Oxfordské univerzity nobelista prohlásil, že stane-li se Trump prezidentem, opustí Ameriku a vrátí se zpět do Afriky. Po Trumpově vítězství skutečně roztrhal americkou zelenou kartu a přestěhoval se do Jihoafrické republiky, kde začal vyučovat na Universitě v Johannesburgu.
V roce 2017 obdržel  v Římě Evropskou divadelní cenu (Premio Europa per il Teatro) za to, že jeho dílo vytváří most mezi  Evropou a Afrikou. V září 2021 vyšel satirický román Chronicles from the Land of the happiest People  on Earth (Kroniky ze země nejšťastnějších lidí na Zemi), Soyinkův třetí román po téměř 50 letech,  zaměřený na zneužívání moci. 

### Osobní život
Soyinka se poprvé oženil v roce 1958 se spisovatelkou  Barbarou Dixonovou, kterou poznal  během pobytu v Leedsu. Měli spolu syna a dceru. Po pěti letech se rozvedli a Soyinka se v roce 1963 oženil s nigerijskou  knihovnicí Olaide Idowu. Měli čtyři děti, ale v roce 1985 se rozešli. Na univerzitě v Ife potkal studentku Folake Dohertyovou, kterou si vzal v roce1989. Mají tři syny.

## Vyznamenání
- komtur Řádu federativní republiky, civilní divize – Nigérie, 1986

## Dílo
Ve svých divadelních hrách vychází Soyinka často z tradičního afrického divadla s kombinací hudby, tance a dramatického děje, přičemž se nechává inspirovat i jorubskou mytologií. Jeho románová tvorba bývá dávána do souvislostí s experimentálním proudem moderní literatury.  Většina jeho uměleckých děl je politicky zaměřená. Napsal přes 100 děl všech žánrů literatury. Vydal osm sbírek poezie, tři romány,  napsal tři desítky divadelních her a mnoho esejů. Píše anglicky a jeho literární jazyk se vyznačuje velkým rozsahem a bohatostí slov. Jeho nejlepší díla obsahují humor i jemný poetický styl, stejně jako cit  pro ironii a satiru a pro přesné přizpůsobení jazyka jeho postav jejich sociálnímu postavení a morálním kvalitám.

### Poezie
- Idanre & Other Poems (1967, Idanre a jiné básně),
- Poems From Prison (1969, Básně z vězení), rozšířeno roku 1972 pod názvem A Shuttle in the Crypt,
- Ogun Abibimañ (1976), poema,
- Mandela's Earth and Other Poems (1988, Mandelovo srdce a jiné básně),
- Samarkand and Other Markets I Have Known (2002).

### Próza
- The Interpreters (1965, Tlumočníci), román,
- The Man Died (1972, Člověk zemřel), autobiografické dílo (vzpomínky na dobu strávenou ve věznění),
- Season of Anomy (1973, Období nezákonnosti), román,
- Myth, Literature and the African World (1976), Mýtus, literatura a africký svět), eseje,
- Aké : the Years of Childhood (1981, Aké: léta dětství), autobiografické dílo,
- Art, Dialogue & Outrage (1988), eseje.

### Divadelní hry
- The Swamp Dwellers (1959, Obyvatelé bažín),
- The Lion and the Jewel (1959, Lev a klenot),
- Zhe Strong Breed (1962, Silné plemeno),
- A Dance of the Forests (1963, Tanec pralesů),
- The Road (1965, Silnice),
- Kongi's Harvest (1966),
- Madmen and Specialists (1971, Blázni a specialisté),
- The Jero Plays (1973), obsahuje The Trials of Brother Jero (Bratr Jero v nesnázích) a Jero's Metamorphosis (Proměna bratra Jera), divadelní hry o "prorokovi", který hlásá svou jedinou víru na plážích nedaleko velkoměsta a žije z hlouposti svých věřících.
- Camwood on the Leaves (1973),
- Death and the King's Horseman (1975, Smrt a královský jezdec),
- Opera Wonyosi (1981),
- A Play of Giants (1984, Hra obrů),
- Requiem for a Futurologist (1985, Requiem za futurology),
- From Zia, With Love ; and, A Scourge of Hyacints (1992),
- King Baabu : a Play in the Manner (2002, Král Baabu).

## Česká vydání
- Silnice , Dilia, Praha 1979, přeložila Helena Synková,
- Bratr Jero v nesnázích, Proměna bratra Jera, Dilia, Praha 1988, přeložili Lubomír Synek a Helena Synková,
- Smrt a královský jezdec, Dilia, Praha 1989, přeložila Ivana Jílovcová-Fieldová,
- Aké: léta dětství, BB art, Praha 2003, přeložil Vladimír Klíma.